# I Still Cry
I Still Cry — пісня американської співачки Джулії Міллер, що вийшла у 1999 році. У 2001 році її заспівала нідерландська співачка Ільзе ДеЛанге — це був другий і останній сингл з її другого студійного альбому Livin' on Love. У 2014 році пісня пролунала у виконанні арфістки Іріс Крус.
I Still Cry — це чутлива балада про дівчину, яку покинув хлопець. Дівчина сумує з цього приводу і досі плаче, коли думає про нього. Оригінальна версія пісні Джулії Міллер не потрапляла у хіт-паради. Ільзе ДеЛанге зі своєю версією досягла 70-ї позиції у нідерландському чарті Single Top 100 та протрималася на цій позиції впродовж чотирьох тижнів.
23 липня 2014 року у виконанні Іріс Крус I Still Cry звучала на меморіальній службі, присвяченій загиблим у катастрофі MH17. Потрапивши в ефір CNN, пісня стала одним із символів жалоби за жертвами цього злочину.
24 липня 2014 на своєму офіційному YouTube-каналі Іріс Крус опублікувала відео власного виступу під час цієї меморіальної церемонії та твітнула наступне:
|                                                                       | У з'вязку з численними проханнями, учорашня пісня 'I Still Cry' тепер на YouTube. #MH17 #MemorialService #Istillcry |
| — Iris Kroes, https://twitter.com/iriskroes/status/492328225453129728 | |

А вже наступного дня, 25 липня, Іріс відреагувала на те, як відео швидко набрало велику кількість переглядів і стало вірусним у соціальних мережах:
|                                                                       | Зі змішаними почуттями, я глибоко вражена тим, що відбулося останніми днями із I Still Cry, яка була виконана під час меморіальної служби, присвяченій жертвами катастрофи MH17 |
| — Iris Kroes, https://twitter.com/iriskroes/status/492673639645728768 | |

Того ж дня Іріс Крус вирішила опублікувати аудіозапис цієї пісні на своєму офіційному сайті для вільного завантаження у форматі MP3, зазначивши:
|                                               | Через теплі відгуки та величезний запит на можливість завантажити пісню I Still Cry, що була написана Джулією Міллер та виконана Іріс Крус, вона у вільному доступі для членів родин та будь-кого іншого, хто може отримати емоційну підтримку від цієї пісні. Усі мої думки із родинами, які втратили своїх рідних. Мої щирі співчуття. |
| — Iris Kroes, http://istillcry.iriskroes.com/ | |

З 17 липня 2015 року щороку, за винятком 2018 року [Архівовано 6 листопада 2021 у Wayback Machine.], у день роковин трагедії MH17 Іріс публікує твіти зі згадкою пісні I Still Cry.

6 грудня 2015 року Марія Хрущінська, вокалістка українського гурту "MarsForYou" (Луцьк), опублікувала пісню I Still Cry у власному виконанні на платформі SoundCloud.